# Aeroportul Dodoma
Aeroportul Dodoma (IATA: DOD, ICAO: HTDO) este un aeroport din Regiunea Dodoma, Tanzania ce deservește zona Dodoma. Aeroportul a fost tranzitat în decembrie 2017 de 3.377 de pasageri.
Situat la o altitudine de 1.109 m, aeroportul dispune de o singură pistă. Este operat de Tanzania Airports Authority⁠(d).